# Diocèse de Kamina
Le diocèse de Kamina est une juridiction de l'Église catholique romaine au Katanga, dans le district de Haut-Lomami en République démocratique du Congo, suffragant de l'archidiocèse de Lubumbashi.

## Histoire
La préfecture apostolique de Lulua et Katanga Central a été créée le 18 juillet 1922 ; elle devient successivement vicariat apostolique de Lulua et Katanga Central (26 février 1934), puis vicariat apostolique de Lulua (8 juillet 1951). 
Le diocèse de Kamina fut érigé à partir du 1er novembre 1959. Il est suffragant de l'archidiocèse d'Elisabethville, devenu archidiocèse de Lubumbashi en 1966.

## Évêques

### Préfet apostolique de Lulua et Katanga
- Camille Valentin Stappers, O.F.M. (15 juillet 1922 - 26 février 1934), promu vicaire apostolique

### Vicaires apostoliques de Lulua
- Camille Valentin Stappers, O.F.M. (26 février 1934 - mars 1950)
- Victor Petrus Keuppens, O.F.M. (25 juin 1950 - 10 novembre 1959), promu évêque

### Évêques de Kamina
- Victor Petrus Keuppens, O.F.M. (10 novembre 1959 - 11 mars 1971), nommé évêque de Kolwezi
- Barthélémy Malunga (11 mars 1971 - 22 janvier 1990)
- Jean-Anatole Kalala Kaseba (22 janvier 1990 - 3 décembre 2020)
  - Fulgence Muteba Mugalu (3 décembre 2020 - 2 février 2024), administrateur apostolique
- Léonard Kakudji Muzinga (depuis le 11 novembre 2023)

## Statistiques
| année | baptisés | population totale | pourcentage | prêtres (total) | prêtres séculiers | prêtres réguliers | catholiques par prêtre | diacres | religieux | religieuses | paroisses |
| ----- | -------- | ----------------- | ----------- | --------------- | ----------------- | ----------------- | ---------------------- | ------- | --------- | ----------- | --------- |
| 1949  | 35 322   | 300 000           | 11,8        | 53              | 2                 | 51                | 666                    |         | 68        | 91          |           |
| 1970  | 117 771  | 595 252           | 19,8        | 86              | 9                 | 77                | 1 369                  |         | 93        | 234         | 3         |
| 1980  | 137 014  | 334 180           | 41,0        | 28              | 5                 | 23                | 4 893                  |         | 26        | 78          | 15        |
| 1990  | 212 060  | 570 622           | 37,2        | 32              | 10                | 22                | 6 626                  |         | 23        | 69          | 15        |
| 1999  | 201 198  | 881 484           | 22,8        | 39              | 23                | 16                | 5 158                  |         | 21        | 78          | 18        |
| 2000  | 222 447  | 883 549           | 25,2        | 44              | 23                | 21                | 5 055                  |         | 26        | 82          | 18        |
| 2001  | 241 455  | 703 296           | 34,3        | 52              | 32                | 20                | 4 643                  |         | 24        | 99          | 27        |
| 2002  | 241 900  | 660 280           | 36,6        | 49              | 31                | 18                | 4 936                  |         | 23        | 90          | 19        |
| 2003  | 199 916  | 746 223           | 26,8        | 59              | 42                | 17                | 3 388                  |         | 22        | 64          | 23        |
| 2006  | 216 991  | 784 669           | 27,7        | 47              | 30                | 17                | 4 616                  |         | 21        | 92          | 25        |
| 2011  | 238 871  | 839 819           | 28,4        | 46              | 31                | 15                | 5 192                  |         | 20        | 91          | 28        |
| 2013  | 378 065  | 1 416 690         | 26,7        | 55              | 40                | 15                | 6 873                  |         | 18        | 85          | 30        |
| 2016  | 485 696  | 1 903 177         | 25,5        | 63              | 48                | 15                | 7 709                  |         | 22        | 82          | 30        |
| 2019  | 507 568  | 2 064 600         | 24,6        | 68              | 49                | 19                | 7 464                  |         | 23        | 67          | 31        |
| 2021  | 513 000  | 2 253 350         | 22,8        | 74              | 61                | 13                | 6 932                  |         | 14        | 72          | 35        |

## Sources
- (en) Données sur Catholic-hierarchy.com